# Paul Wollin
Paul Leon Wollin (* 17. März 1989 in Berlin) ist ein deutscher Schauspieler.

## Leben
Paul Wollin stammt aus einer Familie mit künstlerischem Hintergrund; sein Onkel ist Kostümbildner. Wollin entschied sich bereits frühzeitig für eine Laufbahn als Schauspieler. Von 2009 bis 2012 absolvierte er seine Schauspielausbildung an der Filmschauspielschule Berlin.
Seitdem spielte er in mehreren Theaterstücken und Kurzfilmen mit. 2011 gastierte er am Nationaltheater Mannheim im Rahmen der Internationalen Schillertage in dem Theaterprojekt X Wohnungen. In der Spielzeit 2011/12 war er als „Primitiver“ in Nurkan Erpulats Theaterstück Clash am Jungen Deutschen Theater zu sehen. 2011 erhielt er ein Engagement am Ballhaus Naunynstraße, wo er seither regelmäßig auftritt. Dort spielte er u. a. den Basti in Nurkan Erpulats interkulturellem Theaterprojekt Verrücktes Blut und die Rollen Abgeordneter/Anwalt in Fahrräder könnten eine Rolle spielen unter der Regie von Lukas Langhoff auf. Die Rolle des Basti in Verrücktes Blut spielte er mittlerweile in über 100 Vorstellungen. 2011 trat er in Verrücktes Blut beim Berliner Theatertreffen auf. Mit dem Stück Verrücktes Blut ging Wollin 2012 auch auf Tournee im gesamten deutschsprachigen Raum, von Ostdeutschland bis Südtirol (Bozen). 2012 wurde er mit dem Ensemblepreis für das Theaterstück Verrücktes Blut beim Internationalen Theaterfestival „Kontakt“ in Toruń (Polen) ausgezeichnet. Außerdem stand er in der Performance Spiegelungen auf der Bühne; darin verkörperte er Ogün Samast, den Attentäter des ermordeten armenischen Journalisten Hrant Dink. Sein Partner als Hrant Dink war Peter von Strombeck.
Seit der Spielzeit 2014/15 spielt er am Berliner Maxim Gorki Theater. In der Spielzeit 2015/16 trat er dort ebenfalls in Verrücktes Blut als Basti auf.
Wollin übernahm auch bereits verschiedene, meist kleinere, Rollen in Film und Fernsehen. Von Juli 2014 (Folge 4888) bis September 2014 (Folge 4927) war Wollin in der RTL-Serie Unter uns in einer durchgehenden Nebenrolle zu sehen; er spielte den vorbestraften Maik Müller, einen Schläger und den Anführer einer Jugendgang. Für den Film Toro (Regie: Martin Hawie, 2015) stand er in der Titelrolle erstmals als Hauptdarsteller vor der Kamera. Er spielte im Film den aus Polen stammenden Piotr, der sein Geld mit Prostitution verdient und in seiner Freizeit als Boxer aktiv ist. Der Film lief 2015 bei den Hofer Filmtagen und wurde 2016 bei der Berlinale in der Sektion „Perspektive Deutsches Kino“ gezeigt. Der Film Toro erhielt eine lobende Erwähnung bei den Hofer-Filmtagen 2015; auch die schauspielerische Leistung von Wollin wurde besonders gewürdigt: „Paul Wollin spielt seinen Toro im gleichnamigen Film mit phänomenaler physischer Präsenz in einer beeindruckend ambivalenten Interpretation. Eine Neuentdeckung“.
Im November 2015 war Wollin in der ZDF-Krimiserie SOKO Leipzig in einer Episodenrolle zu sehen. In der ZDF-Serie SOKO Wismar (Erstausstrahlung: Februar 2017) spielte Wollin den Autofreak Tobias Noll, einen Tuner und mehrfach vorbestraften Raser, der unter Tatverdacht gerät. Im Kino-Thriller 7500 (2019) verkörperte er Daniel, den Anführer der Extremisten. In der 4. Staffel der ZDF-Serie Professor T. (2020) übernahm Wollin eine der Episodenrollen als tatverdächtiger Ex-Freund einer getöteten jungen Frau. In der sechsteiligen ZDFneo-Serie Am Anschlag – Die Macht der Kränkung (2021) spielte er als Security-Mann Mario, der von seiner Frau und seinem Sohn getrennt lebt, eine der durchgehenden Nebenrollen. Weitere Rollen hatte er als Verdächtiger, der sich in der Untersuchungshaft das Leben nimmt, in der ARD-Krimireihe Wolfsland (2022) und als „stets auf Krawall gebürsteter“ Sohn eines deutschen „Paten“ im Kölner Veddel im Tatort: Schutzmaßnahmen (2023).
Wollin lebt in Berlin-Charlottenburg. Zu seinen Hobbys gehören Rappen, Körpertraining, Kickboxen und sein Hund Bobby, mit dem er auch gemeinsam in Unter uns auftrat. Er interessiert sich außerdem für Cabaret; sein bevorzugter Urlaubsort ist Teneriffa.

## Filmografie (Auswahl)
- 2014: Unter uns (Fernsehserie, Seriennebenrolle)
- 2015: SDP – Ich will nur dass du weißt (Musikvideo)
- 2015: Toro
- 2015: SOKO Leipzig (Fernsehserie; Folge: Töchter und Söhne)
- 2017: SOKO Wismar (Fernsehserie; Folge: Verblitzt)
- 2018: Arthurs Gesetz (Fernsehserie, drei Folgen)
- 2019: Marie Brand und der Reiz der Gewalt (Fernsehreihe)
- 2019: Tatort: Inferno (Fernsehreihe)
- 2019: 7500
- 2020: Das Gesetz sind wir (Fernsehfilm)
- 2020: Nightlife
- 2020: Professor T. (Fernsehserie; Folge: Die Zeugin)
- 2020: Toubab
- 2021: Am Anschlag – Die Macht der Kränkung (Fernsehserie)
- 2022: Gewalten
- 2022: Doppelhaushälfte (Fernsehserie; Folge: Schall und Rauch)
- 2022: Wolfsland: 20 Stunden (Fernsehreihe)
- 2022: Die Discounter
- 2023: Tatort: Schutzmaßnahmen (Fernsehreihe)
- 2023: SOKO Köln (Fernsehserie, Folge: Die Ruhe nach dem Sturm)
- 2023: Ostfriesenkrimis: Ostfriesenwut (Fernsehreihe)
- 2024: 60 Minuten (Netflixfilm)
- 2024: Vena (Kinofilm)
- 2024: Turmschatten (Fernsehserie)

## Auszeichnungen und Nominierungen
- 2025: Nominierung Deutscher Schauspielpreis in der Kategorie „Dramatische Nebenrolle“ für Vena[14]